# Cessna Citation CJ2
O Cessna Citation Jet I é uma moderna aeronave bimotor executiva de pequeno porte, com motorização turbofan, com capacidade para transportar confortavelmente cinco ou seis passageiros em viagens interestaduais e internacionais, fabricada nos Estados Unidos desde a década de 1990 pela Cessna Aircraft Company, que utilizou como base outro modelo de sucesso, o Citation I, do próprio fabricante norte-americano, com uma quantidade significativa de mudanças e inovações que torna o Citation Jet I uma aeronave de projeto quase completamente novo, mais econômica, confortável e bonita.

## Desenvolvimento
O Citation Jet I (conhecido também como Cessna Citation 525) foi o primeiro projeto de jato executivo de pequeno porte da Cessna no qual os engenheiros do fabricante pretenderam reduzir o chamado micro-turbilhonamento do fluxo de ar sobre as asas, com a introdução do conceito perfil laminar e outras novas técnicas conjugadas de construção mais refinadas que as técnicas utilizadas até então nos modelos anteriores da própria marca Cessna, com materiais de acabamento externo mais liso e suave.
Segundo especialistas em Engenharia Aeronáutica, esses novos conceitos empregados e as novas técnicas em si já permitiriam uma pequena redução do consumo de combustível e pequeno ganho de velocidade , em função da redução de arrasto aerodinâmico, mas a adoção dos novos e modernos motores Williams / Rolls Royce FJ44 resultou em ainda mais alguns ganhos de desempenho e redução no consumo de combustível.
Atendendo a pedidos de clientes, a fabricante norte-americana Cessna passou a disponibilizar a versão alongada da mesma linha de aviões, chamada Citation Jet II, com espaço interno aumentado e melhorado para sete ou oito passageiros, dependendo da configuração de assentos adotada, incluindo uma compacta galley para refeições rápidas e bebidas e um pequeno toalete básico.
A adoção do novo desenho mais moderno da cauda em "T" com estabilizador horizontal enflechado, fixado na extremidade superior do estabilizador vertical do Citation Jet II viabilizou um ganho extra de velocidade, sem perda de estabilidade no voo de cruzeiro.

## Mercado
O resultado final foi satisfatório para os clientes e acima da média do que estava sendo oferecido por outros fabricantes na década de 1990, com reflexos imediatos no volume de vendas, com mais de 1.000 unidades vendidas ou encomendadas até hoje, incluindo todas as versões Citation Jet oferecidas no mercado, rebatizadas de Citation CJ1, Citation CJ2, Citation CJ3 e , finalmente, o belo e esbelto Citation CJ4, que já está sendo fabricado e vendido pelo fabricante.
A comparação da família Citation Jet com os modernos e novos Phenom 100 e Phenom 300 da Embraer é inevitável: O Citation CJ2 e o Phenom 300, por exemplo, têm padrões de qualidade reconhecidos pelo mercado e a Embraer já acumula centenas de pedidos e unidades fabricadas e vendidas do competitivo Phenom 300, aeronave reconhecida também pela boa relação custo benefício. A fabricante Embraer tem a tradição de produzir bons aviões e a proposta do fabricante brasileiro de oferecer projetos atuais nos aviões Phenom (principalmente no modelo Phenom 300) tem como consequência natural o sucesso de vendas no mercado aeronáutico.
A Cessna Aircraft é propriedade da Textron Company, uma holding americana proprietária de vários fabricantes aeronáuticos, incluindo a Beechcraft Corporation (aeronaves a pistão e turboélices) e a Bell Helicopter (helicópteros).
Porém, a irmãs Cessna e a Beechcraft enfrentam atualmente um duro e difícil cenário cada vez mais competitivo no mercado mundial de jatos executivos, com novas e tradicionais fabricantes que também detêm alta tecnologia na fabricação de aeronaves, como, por exemplo, a New Piper Aircraft, com o seu econômico jato monomotor Piper Jet, a principiante japonesa Honda, com seu moderníssimo bimotor Honda Jet, com fuselagem fabricada quase inteiramente em material composto, e a tradicional fabricante suíça Pilatus, com o seu novíssimo Pilatus PC-24.
Para enfrentar esses concorrentes a Cessna se preocupou em oferecer uma linha completa de Cessna`s Citation`s CJ`s, de cinco ou seis assentos (CJ1) até sete ou oito assentos (CJ4).
Por outro lado, a relação custo-benefício do Phenom 300 da Embraer, por exemplo, e o reconhecido apoio pós venda da Embraer na América do Sul, América do Norte, Europa e Ásia o torna uma aeronave de sucesso no mercado aeronáutico mundial.

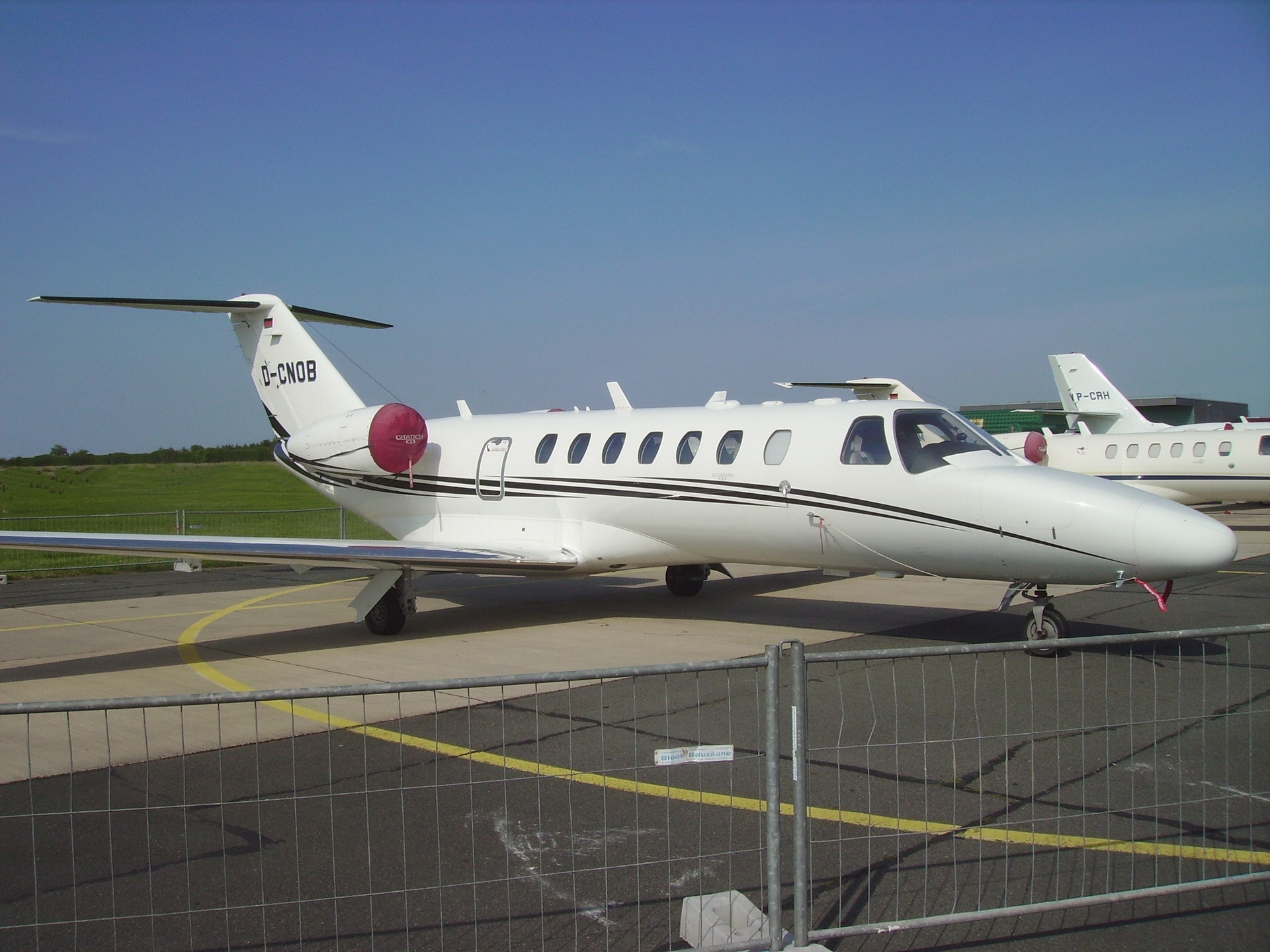
Citation CJ3 - Aeronave confortável
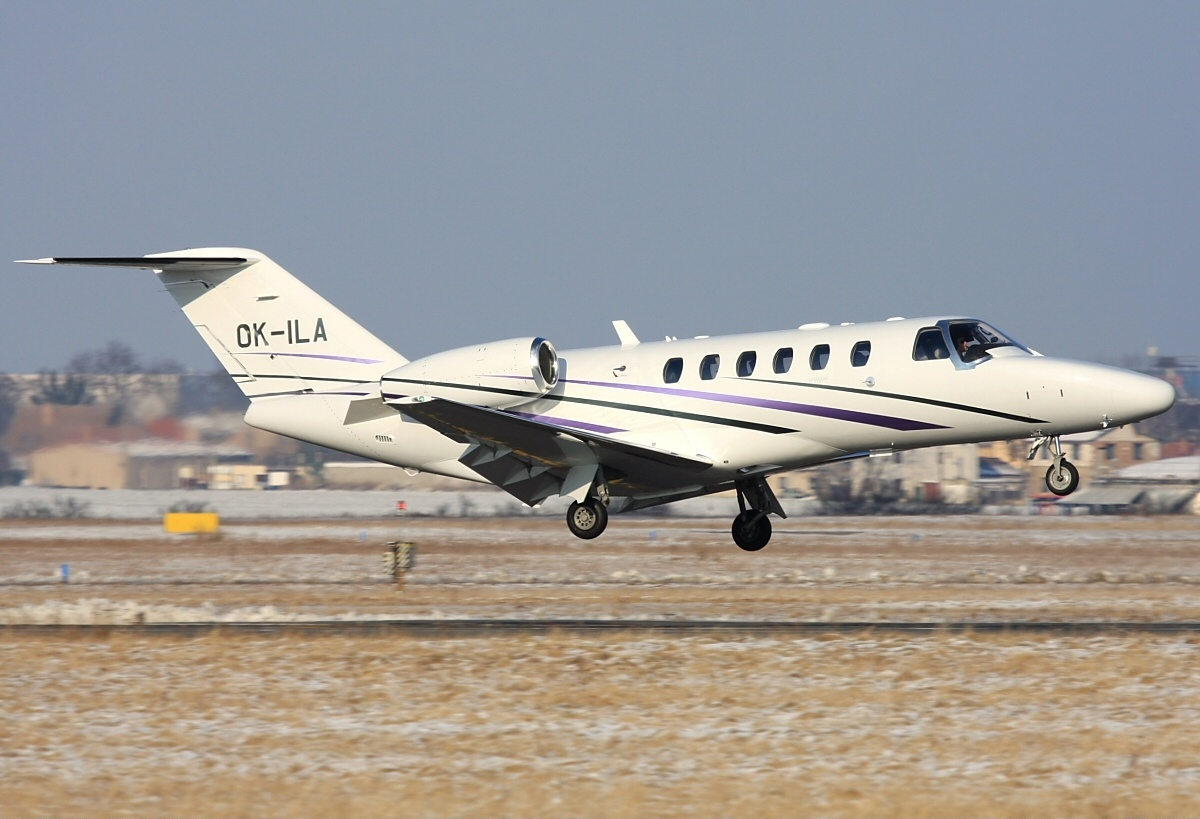
CJ2+ - Versão aprimorada do CJ2

## Ficha técnica

### Cessna Citation CJ2
- Pista de pouso: Aprox. 1.650 metros (lotado / dias quentes / tanques cheios)
- Motorização (potência): 2 X Rolls Royce FJ44 (2.400 libras / cada);
- Velocidade de cruzeiro: Aprox. 750 km / h;
- Alcance: Aprox. 2.300 quilômetros (lotado / 75% potência / com reservas);
- Teto de serviço: Aprox. 13.500 metros;
- Consumo médio: Aprox. 585 litros (QAV) / hora (lotado / 75% potência);
- Consumo médio: Aprox. 0,09 litro / passageiro / km voado;
- Peso máximo decolagem: Aprox. 5.600 kg;
- Preço: Aprox. US$ 2,8 milhões (usado / bom estado de conservação)

### Cessna Citation CJ3
- Pista de pouso: Aprox. 1.650 metros (lotado / dias quentes / tanques cheios)
- Motorização (potência): 2 X Rolls Royce FJ44  (2.780 libras / cada);
- Velocidade de cruzeiro: Aprox. 750 km / h;
- Alcance: Aprox. 2.700 quilômetros (lotado / 75% potência / com reservas);
- Teto de serviço: Aprox. 13.500 metros;
- Consumo médio (QAV): Aprox. 610 litros / hora (lotado / 75% potência);
- Consumo médio (QAV): Aprox. 0,1 litro / passageiro / km voado;
- Peso máximo decolagem: Aprox. 6.300 kg;
- Preço: Aprox. US$ 3,8 milhões (usado / bom estado de conservação);

## Principais concorrentes
- Bombardier Learjet 45;
- Bombardier Learjet 40;
- Embraer Phenom 300;
- Embraer Phenom 100;
- Honda Jet;
- Piper Jet;
- Pilatus PC-24;